# Tarlabaşı
 (juillet 2025).
Si vous disposez d'ouvrages ou d'articles de référence ou si vous connaissez des sites web de qualité traitant du thème abordé ici, merci de compléter l'article en donnant les références utiles à sa vérifiabilité et en les liant à la section « Notes et références ».
Tarlabaşı est un quartier du district de Beyoğlu à Istanbul, en Turquie. Ce quartier est situé entre la place Taksim et Talimhane au nord, Tepebaşı au sud, le boulevard Tarlabaşı Caddesi à l'est et le Dolapdere Caddesi à l'ouest.
Le quartier est historiquement à forte immigration grecque puis plus récemment rom, kurde et africaine.